# 苏 (德龙省)
苏村（法語：Saou，亦作，法語發音：[su]）是法国德龙省的一个市镇，位于该省中部，属于迪镇区。

## 地理
苏村（44°38'45"N, 5°3'44"E）面积41.6 平方千米，位于法国奥弗涅-罗讷-阿尔卑斯大区德龙省，该省份为法国东南部内陆省份，北起顺时针与伊泽尔省、上阿尔卑斯省、上普罗旺斯阿尔卑斯省、沃克吕兹省和阿尔代什省接壤。
与苏村接壤的市镇（或旧市镇、城区）包括：锡河畔乌斯特、欧布纳松、比讷河畔贝佐丹、沙斯泰勒阿尔诺、拉绍迪耶尔、鲁比永河畔弗朗西永、莫尔南、皮耶格罗-拉克拉斯特尔、迪瓦地区圣索沃尔、苏瓦扬。
苏村的时区为UTC+01:00、UTC+02:00（夏令时）。

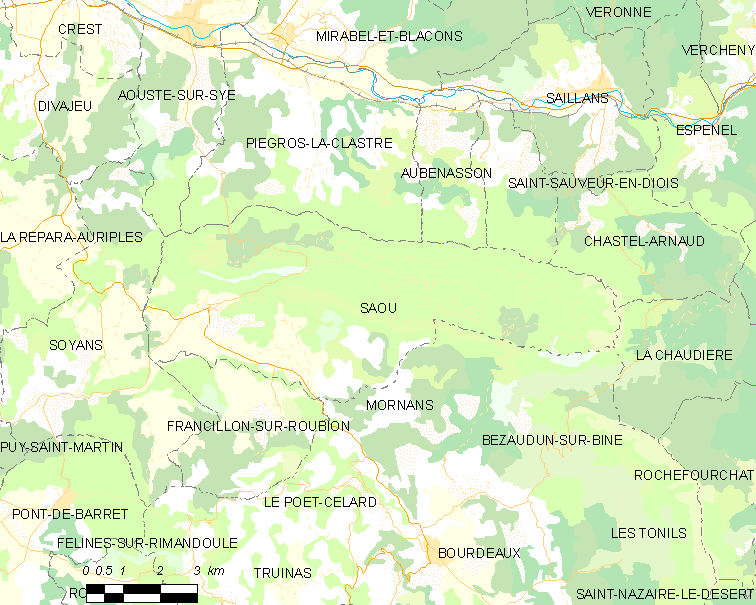
苏村的OSM定位图

## 行政
苏村的邮政编码为26400，INSEE市镇编码为26336。

## 政治
苏村所属的省级选区为迪约勒菲县。

## 人口

1962-2008年间苏村人口变化图示

苏村于2022年1月1日时的人口数量为582人。